# Oculi (fête chrétienne)
Pour les articles homonymes, voir Oculi.
Oculi (« yeux » en latin) est le troisième dimanche de Carême, une période de réflexion dans le christianisme.
Ce dimanche est ainsi nommé d'après les premiers mots de l'hymne de l'introït, Oculi mei semper ad Dominum, « Mes yeux restent toujours concentrés sur le Seigneur », (psaume 25,15).

## Source de la traduction
- (nl) Cet article est partiellement ou en totalité issu de l’article de Wikipédia en néerlandais intitulé « Oculi » (voir la liste des auteurs).